# Riksdagen 1633
Riksdagen 1633 ägde rum i Stockholm.
Ständerna sammanträdde den 11 februari 1633. Adeln valde Lars Eriksson Sparre till lantmarskalk.
Riksdagen inleddes med en hyllning till den sexåriga Kristina som tronföljare. Riksdagen beslutade sedan om regeringen skulle föras av fem riksämbetsman som en förmyndarregering intill den kommande riksdagen.
Riksdagen avslutades den 16 mars 1633.